# Hanns Leo Mikoletzky
Hanns Leo Mikoletzky (* 9. November 1907 in Esseg; † 9. März 1978 in Wien) war ein österreichischer Historiker und Archivar. 1968 bis 1972 war er Generaldirektor des Österreichischen Staatsarchivs.

## Leben
Hanns Leo Mikoletzky war der Sohn des Majors des Generalstabs Rudolf Mikoletzky (1879–1941). 1911 übersiedelte die Familie von der Garnisonsstadt Esseg nach Wien, wo Hanns Leo das Piaristengymnasium besuchte und dann an der Universität Geschichte, Germanistik, Kunstgeschichte und katholische Theologie studierte. 1933 promovierte er zum Dr. phil. 1934 begann er an der Bibliothek der Technischen Hochschule Wien zu arbeiten und absolvierte einen Kurs am Institut für Österreichische Geschichtsforschung, den er 1937 mit der Staatsprüfung abschloss.
Während der Zeit des Nationalsozialismus musste er als „Mischling ersten Grades“ aus dem Bibliotheksdienst ausscheiden und bis 1945 als Zwangsarbeiter in einem Rüstungsbetrieb arbeiten.
1936 hatte er in Prag Karoline Haase Edle von Wranau (1906–1982), eine Ur-Urenkelin von Gottlieb Haase, geheiratet. 1943/44 wurde seine Mutter Stephanie (geb. Schwarz, 1882–1954) in das KZ Theresienstadt deportiert.
1947 trat er in das Österreichische Staatsarchiv ein, wo er in der Abteilung Haus-, Hof- und Staatsarchiv arbeitete. Im selben Jahr habilitierte er sich für Geschichte des Mittelalters und Quellenkunde mit der Arbeit „Kaiser Heinrich II. und die Kirche“. Er veröffentlichte zahlreiche wissenschaftliche Arbeiten, hatte 1954–1956 eine Gastprofessur an der Universität Frankfurt am Main inne und erhielt 1963 den Titel ao. Professor.
Nachdem Mikoletzky 1950 bereits die Leitung des Finanz- und Hofkammerarchivs übernommen hatte, war er von 1968 bis 1972 Generaldirektor des Österreichischen Staatsarchivs. 1972 trat er in den Ruhestand. Er wurde am Friedhof der Feuerhalle Simmering bestattet (Abt. 8, Ring 2, Gruppe 9, Nr. 1).
Seine beiden Söhne Nikolaus und Lorenz Mikoletzky sind ebenfalls Historiker, Lorenz Mikoletzky war 1994 bis 2011 ebenfalls Generaldirektor des Österreichischen Staatsarchivs.
Mikoletzky war führend an der Einrichtung der Österreichischen Historikertage und an der Gründung des Verbands österreichischer Historiker und Geschichtsvereine beteiligt. Daneben war er auch in der Volksbildung tätig.

## Werke (Auswahl)
- Kaiser Franz I. Stephan und der Ursprung des habsburgisch-lothringischen Familienvermögens.  Verlag für Geschichte und Politik, Wien 1961.
- Österreich, das grosse 18. Jahrhundert: Von Leopold I. bis Leopold II. Österreicher Bundesverlag für Unterricht, Wissenschaft und Kunst, Wien / München 1967.
- Österreich, das entscheidende 19. Jahrhundert. Austria-Edition, Wien 1972.

## Auszeichnungen
- Dr. h. c. der Universität Cluj (Klausenburg)
- 1972: Großes Silbernes Ehrenzeichen für Verdienste um die Republik Österreich
- 1974: Großes Verdienstkreuz des Verdienstordens der BRD
- 1978: Wiener Ehrenmedaille in Gold

## Belege
1. 1 2 3 4 5  Leopold Auer: Mikoletzky, Hanns Leo. In: Neue Deutsche Biographie (NDB). Band 17, Duncker & Humblot, Berlin 1994, ISBN 3-428-00198-2, S. 494 f. (Digitalisat).
2. 1 2 3  Felix Czeike (Hrsg.): Mikoletzky, Hanns Leo. In: Historisches Lexikon Wien. Band 4, Kremayr & Scheriau, Wien 1995, ISBN 3-218-00546-9, S. 264 (Digitalisat, Eintrag im Wien Geschichte Wiki der Stadt Wien).
3. 1 2  Hans Safrian: Anfänge der österreichischen Zeitgeschichtsschreibung: mit oder ohne Quellen? In: Bertrand Perz, Ina Markova (Hrsg.): 50 Jahre Institut für Zeitgeschichte der Universität Wien 1966–2016. new academic press, Wien 2017, ISBN 978-3-7003-1946-7, S. 202.
4. ↑  Hans Leopold Mikoletzky in der Verstorbenensuche bei friedhoefewien.at

| Personendaten    | Personendaten                            |
| ---------------- | ---------------------------------------- |
| NAME             | Mikoletzky, Hanns Leo                    |
| KURZBESCHREIBUNG | österreichischer Historiker und Archivar |
| GEBURTSDATUM     | 9. November 1907                         |
| GEBURTSORT       | Esseg                                    |
| STERBEDATUM      | 9. März 1978                             |
| STERBEORT        | Wien                                     |